# Hottviller
Hottviller (deutsch Hottweiler) ist eine französische Gemeinde mit 505 Einwohnern (Stand 1. Januar 2022) im Département Moselle in der Region Grand Est (bis 2015 Lothringen). Sie gehört zum Arrondissement Sarreguemines und zum Kanton Bitche.

## Geografie
Hottweiler liegt etwa zehn Kilometer Luftlinie von der deutsch-französischen Grenze entfernt und fünf Kilometer nordwestlich von Bitche und ist Teil des Regionalen Naturparks Vosges du Nord.

## Geschichte
Die Gemeinde wurde erstmals 1577 als Hodtweiller erwähnt. Von 1790 bis 2014 gehörte das Dorf zum nicht mehr bestehenden Kanton Volmunster, seither zum Kanton Bitche.

### Bevölkerungsentwicklung
| Jahr      | 1962 | 1968 | 1975 | 1982 | 1990 | 1999 | 2006 | 2019 |
| Einwohner | 697  | 674  | 653  | 672  | 700  | 646  | 624  | 515  |

## Sehenswürdigkeiten

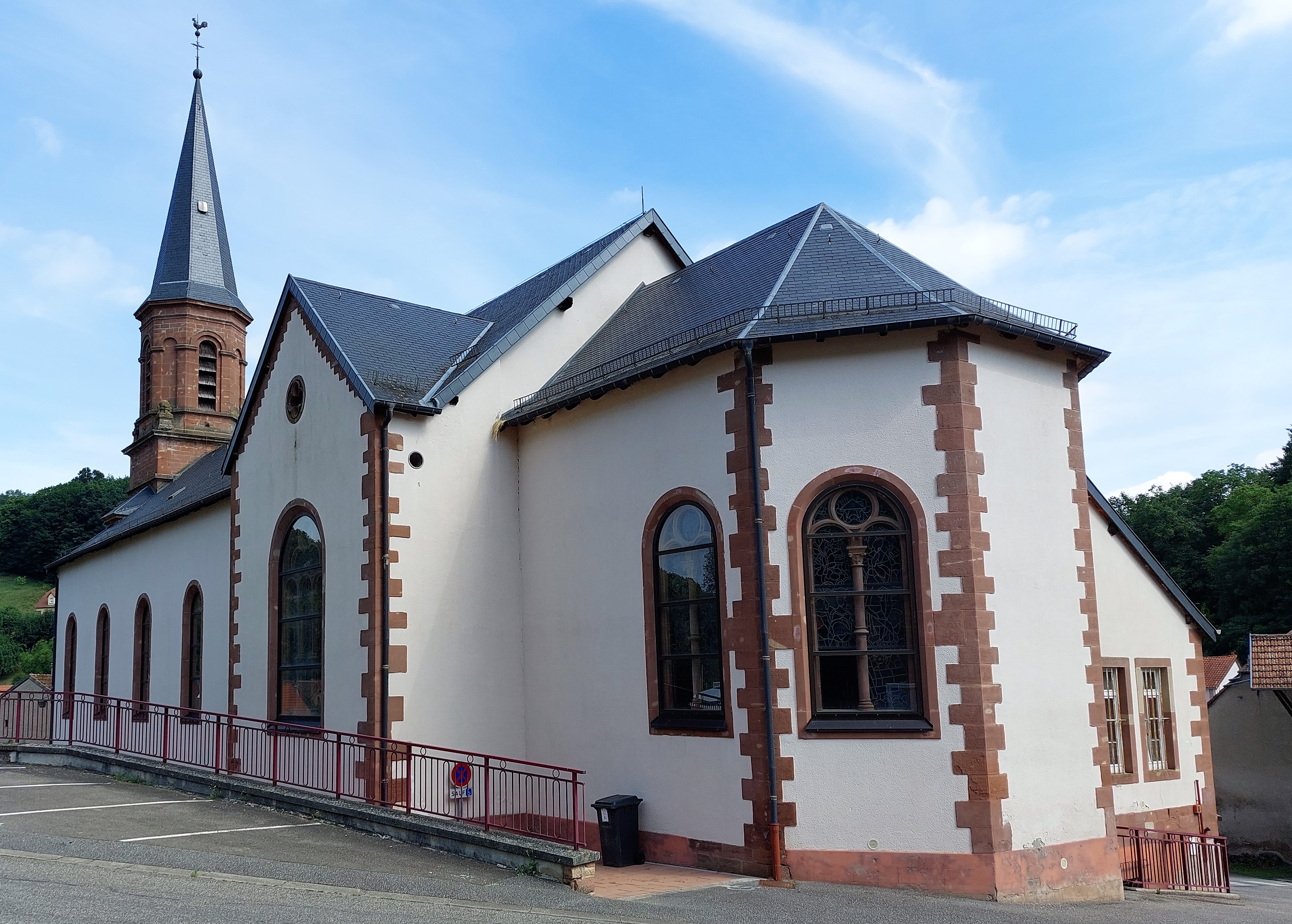
Kirche Saint-Pierre

- Kirche Saint-Pierre
- zwei Kapellen

## Persönlichkeiten
- Anton Gapp (1766–1833), französischer katholischer Priester und Gründer eines Schwesternordens in Homburg (Saar); 1803–1808 Pfarrer von Hottviller
- Hermann Bickler (1904–1984), Rechtsanwalt und Politiker sowie SS-Standartenführer und Chef des Sicherheitsdienstes (SD) im Elsass